# Lijst van plaatsen op Cyprus
Hier volgt een alfabetische lijst met plaatsen op het eiland Cyprus, inclusief varianten in spelling. Cyprus is een eiland in de Middellandse Zee. Onder "plaatsen" kunnen in deze context steden, dorpen, archeologische plaatsen, meren, bergen, rivieren, enzovoorts worden verstaan. Het gaat hier om het gehele eiland, dus zowel het Grieks-Cypriotische als het Turks-Cypriotische deel.

## A
Agia Napa - Agios Amvrosios - Agros - Akaki - Akamas (schiereiland) - Akanthou - Akrotiribaai - Alaminos - Amathus - Anayia - Apostel Andreas-kaap - Aradhippou - Arnautikaap - Asha - Asja - Athienou - Ayios Amvrosios

## B
Baai van Akrotiri - Baai van Chrysochou - Baai van Episkopi - Baai van Famagusta - Baai van Larnaca - Baai van Morfou - Baai van Zevgari

## C
Chakrista - Curium

## D
Dali - Dhikomo - Dipkarpaz

## E
Enkomi - Ephtagonia - Episkopi - Episkopibaai

## F
Famagusta - Famagustabaai

## G
Galinoporni- Gazimağusa - Girne - Grecokaap - Güzelyurt

## H
Hagios Amvrosios

## K
Kaap Apostel Andreas - Kaap Arnauti - Kaap Greco - Heilige Ambrosius - Kaap Kiti - Kaap Kormakitis - Kalavasos - Kambia - Karavas - Karavostasi - Karpasiaschiereiland - Kato Dhikomo - Kato Lakatamia - Kato Pafos - Kato Paphos - Kato Pyrgos - Kato Zodhia - Khlorakas - Kiti - Kitikaap - Klideseilanden/Klidheseilanden - Kourio - Kourion - Kykkos - Kykkosklooster - Kyperounda -  Kythrea - Kokkina - Kolossi - Kormakitiskaap - Kyrenia - Kyreniagebergte

## L
Lapithos - Larnaca - Larnacabaai - Lefka - Limasol - Louroujina - Lythrodhondas - Lysi

## M
Mathiati - Mazaki-eiland - Merathovouno - Mesaoria - Morfou

## N
Nicosia - Nicosia Kakopetria

## O
Olympus - Omodhos

## P
Pachna - Pano Lefkara - Pano Platres - Pafos - Paphos - Paralimni - Paralimnimeer - Patriki - Pedhoulas - Pelendria - Peristerona - Petra tou Romiou - Peyia - Platres - Polemidhia - Pomos - Polis - Prastio - Pyla - Pyroi

## R
Rizokarpaso - Rots van Aphrodite

## S
Salamis - Skylloura - Stroumbi

## T
Trikomo - Troodos - Troodosgebergte - Tsadha

## V
Varosha - Vasilikos - Vatili

## X
Xeros - Xylophaghou - Xylotymbou

## Y
Yialousa - Yeroskipos

## Z
Zevgaribaai - Zodhia